# Kestel
Kestel là một huyện thuộc tỉnh Bursa, Thổ Nhĩ Kỳ. Huyện có diện tích 431 km² và dân số thời điểm năm 2007 là 44456 người, mật độ 103 người/km².